# Thea Slatyer
Thea Slatyer (2 de fevereiro de 1983) é uma ex-futebolista profissional australiana que atuava como defensora.

## Carreira
Thea Slatyer representou a Seleção Australiana de Futebol Feminino, nas Olimpíadas de 2004. 